# Saison 1990-1991 du Paris Saint-Germain
Maillots
Chronologie
Saison précédente Saison suivante
La saison 1990-1991 du Paris Saint-Germain est la 21e saison de son histoire et la 18e en première division.

## Compétitions

### Championnat
La saison 1990-1991 de Division 1 est la cinquante-troisième édition du Championnat de France de football. La division oppose vingt clubs en une série de trente-huit rencontres. Les meilleurs de ce championnat se qualifient pour les coupes d'Europe que sont la Coupe des clubs champions européens (le vainqueur), la Coupe UEFA (les trois suivants) et la Coupe des vainqueurs de coupe (le vainqueur de la Coupe de France). Le Paris Saint-Germain participe à cette compétition pour la dix-huitième fois de son histoire et la dix-septième fois de suite depuis la saison 1974-1975.

#### Classement final
Le Paris Saint-Germain termine neuvième avec 13 victoires, 12 matchs nuls et 13 défaites. Une victoire rapportant deux points et un match nul un point, le PSG totalise donc 38 points.

### Coupe de France
La Coupe de France 1990-1991 est la 74e édition de la Coupe de France, une compétition à élimination directe mettant aux prises tous les clubs de football amateurs et professionnels à travers la France métropolitaine et les DOM-TOM. Elle est organisée par la FFF et ses ligues régionales.
C'est l'AS Monaco qui remportera cette édition de la Coupe de France en battant l'Olympique de Marseille sur le score de 1-0.